# Raw Like Sushi (Neneh Cherry)
Raw Like Sushi è il primo album in studio della cantante svedese Neneh Cherry, pubblicato nel 1989.

## Tracce
Testi e musiche di Neneh Cherry e Booga Bear tranne dove indicato.
1. Buffalo Stance (Jamie J. Morgan, Booga Bear, Neneh Cherry, Phillip Ramacon) – 5:42
2. Manchild (Booga Bear, Neneh Cherry, Robert "3D" Del Naja) – 3:51
3. Kisses on the Wind – 3:57
4. Inna City Mamma (Booga Bear, Neneh Cherry, Phil Chill) – 4:50
5. The Next Generation – 5:04
6. Love Ghetto – 4:27
7. Heart – 5:08
8. Phoney Ladies – 3:52
9. Outré Risqué Locomotive (Booga Bear, Neneh Cherry, Will Malone) – 5:04
10. So Here I Come (Booga Bear, Neneh Cherry, Phil Chill) – 4:02
11. My Bitch (Bonus track) – 5:26
12. Heart (It's a Demo) (Bonus track) – 4:52
13. Buffalo Stance (Sukka mix) (Bonus track) – 5:20
14. Manchild (The Old School mix) (Bonus track) – 5:30